# Signos egípcios
Os Signos egípcios são cada um dos doze deuses que rege durante uma parte do ano. Acredita-se que cada um desses deuses influenciam o destino e o caráter daqueles que nascem em cada período do ano correspondente a um signo.

## Os Signos
- Sacmis: A Deusa da Guerra e da Batalha.(16 Março a 15 Abril.) Equivalente a Áries.

Animal Simbolo: Leoa
São personalidades que têm um poder de atracção e destaque entre as pessoas, fascinando-as com seu estilo singular.
- Ptá: O Deus dos Artesões e dos Artistas e inventor das artes.(16 Abril a 15 maio.) Equivalente a Touro.

Animal Simbolo: Touro
Normalmente é representado por uma pessoa mumificada segurando um ceptro com os emblemas da omnipotência, da vida e da estabilidade.São personalidades que parecem viver descontentes consigo mesmas e com tudo o que as envolve e as rodeia.
- Tote: O Deus da Escrita.(16 maio a 15 Junho.) Equivalente a Gêmeos.

Animal Símbolo: Ibis
São personalidades muito enérgicas, que parecem sempre ter a necessidade de estar em movimento para se tranquilizarem.
- Ísis: A Deusa da Magia.(16 de Junho a 15 de Julho.) Equivalente a Câncer.

Animal Símbolo:
São personalidades fortes, com múltiplas qualidades, sendo a principal delas a preocupação real com os seres que as rodeiam, dom para o paranormal.
- Rá: O Deus Sol, Rei dos Céus.(16 de Julho a 15 de Agosto.) Equivalente a Leão.

Animal Símbolo:
Possui vários nomes entre eles Re e Fra.
Ra tem a sabedoria e a força que regem a Terra e o Universo. Por consequência, a força de seus regidos causa impacto e inveja aos demais. Atrai bons fluidos para si e para os que estão ao seu redor, por serem dotados de grande poder carismático.
- Neite: A Deusa da caça - Protectora de sais.(16 de Agosto a 15 de Setembro.) Equivalente a Virgem.

Animal Símbolo: Escaravelho
São personalidades com um sentido exacto de justiça e segurança, que adoptam a praticidade em tudo o que as envolve, seja profissional ou emocionalmente.
- Maat: A Deusa das leis - Verdade e justiça.(16 de Setembro a 15 de Outubro.) Equivalente a Libra.

Animal Símbolo:
São personalidades que estão sempre rodeadas por outras pessoas, pois parecem precisar da harmonia que envolve uma relação a dois, acentuando sua dependência.
- Osíris: O Deus do Mundo Inferior.(16 de Outubro a 15 de Novembro.) Equivalente a Escorpião.

Animal Símbolo:
São personalidades dotadas de obstinação e carácter muito rígidos, justamente por terem uma eficaz compreensão do valor real de seu sentimento e dos sentimentos dos outros.
- Hator: A Deusa do Amor e Prazer.(16 de Novembro a 15 de Dezembro.) Equivalente  a Sagitário.

Animal Símbolo:
São personalidades que têm um grande senso de sensualidade e auto-confiança.Essa deusa passa vitalidade e sensualidade.
- Anúbis: O Deus da morte.(16 de Dezembro a 15 de Janeiro.) Equivalente a Capricórnio.

Animal Símbolo: Chacal
Sabem o valor da luta e da própria batalha, aproveitando o seu potencial intelectual para chegar ao sucesso.
- Bastet: A Deusa do Prazer, da Dança.(16 de Janeiro a 15 de Fevereiro.) Equivalente a Aquário.

Animal Símbolo: Gata
Altruístas, com excelente humor e dons especiais que podem variar de acordo com cada um.
- Tuéris: A Deusa do Nascimento e da Fertilidade.(16 de Fevereiro a 15 Março.) Equivalente a Peixes.

Animal Símbolo: Hipopótamo 
Possui vários nomes entre eles Apet e Opet. São personalidades possuidoras de grande intuição, constantemente confundida com premonição.